# Porta AND
Porta lógica AND (E) (também é chamada de conjunção lógica) é uma operação lógica em dois operandos que resulta em um valor lógico verdadeiro somente se todos os operados tem um valor verdadeiro. Equivale a uma multiplicação. Supondo que essa porta lógica tem duas entradas e que em uma entrada A está um bit em nível lógico alto e na outra entrada B um bit em nível lógico baixo, assim: A = 1 e B = 0. A saída S será um bit em nível lógico baixo pois, 1 x 0 = 0, logo S = 0. A conjunção lógica utiliza o símbolo "∧", e " p ∧ q " lê-se " p e q ". É a segunda operação booleana básica.

## ANDna linguagem natural
Intuitivamente, os operadores lógicos funcionam da mesma forma que a conjunção E em nossa língua. Suponha uma secadora de roupas que só funcione com a tampa fechada e com  o temporizador acima de zero. A representa o temporizador acima de zero, B representa a porta fechada, e x, aquecedor e motor ligados. Combinando as duas entradas lógicas, A e B, para gerar a saída x, o último só será nível lógico 1 quando A e B forem 1. Se qualquer uma das entradas for 0, a saída será 0. Vamos fazer uso de outro exemplo do dia a dia:  A frase "está chovendo e estou dentro de casa" significa que as duas coisas são simultaneamente verdadeiras: está chovendo lá fora e eu estou dentro de casa. De maneira lógica, A está para "está chovendo" e B está para "estou dentro de casa", A E B ocorrem juntos. A expressão booleana para a operação AND é x = A • B

### Tabela verdade
A tabela verdade para p AND q é a seguinte:
| p | q | {\displaystyle p\land q} |
| - | - | ------------------------ |
| F | F | F                        |
| F | V | F                        |
| V | F | F                        |
| V | V | V                        |

## Propriedades
Esta seção usa os seguintes símbolos:
{\displaystyle {\begin{matrix}0&=&{\mbox{falso}}\\1&=&{\mbox{verdadeiro}}\\\lnot p&=&{\mbox{not}}\ p\\p\land q&=&p\ {\mbox{and}}\ q\\\end{matrix}}}
As seguintes equações seguem dos axiomas lógicos:
{\displaystyle {\begin{matrix}p\land 0&=&0\\p\land 1&=&p\\p\land p&=&p\\p\land \lnot p&=&0\\\\p\land q&=&q\land p\\p\land (q\land r)&=&(p\land q)\land r\\\end{matrix}}}

### Associatividade e comutatividade
A função "E (AND)", goza das propriedades da associatividade e comutatividade. Vide o exemplo:
{\displaystyle {\begin{matrix}p\land q&=&q\land p\\\\(p\land q)\land r&=&p\land (q\land r)&=&p\land q\land r\end{matrix}}}

## Descrição do hardware
As portas AND são portas lógicas básicas que são reconhecidas na TTL e circuitos integrados CMOS.
|  | 1. Entrada A1 2. Entrada B1 3. Saída Q1 4. Saída Q2 5. Entrada B2 6. Entrada A2 7. Vss 8. Entrada A3 9. Entrada B3 10. Saída Q3 11. Saída Q4 12. Entrada B4 13. Entrada A4 14. Vdd |